# Dora Rawska-Kon
Dora Rawska-Kon (ur. 27 sierpnia 1898 w Łodzi, zm. 1989 w Tel Awiwie) – polsko-izraelska malarka żydowskiego pochodzenia.

## Życiorys
Urodziła się w Łodzi w żydowskiej rodzinie zamożnych fabrykantów, jako córka Abrahama Hersha Rawskiego i Reginy z domu Szapiro. W 1920 wyszła za mąż za Mordkę Kona. W 1922 ukończyła studia w Akademii Sztuk Pięknych w Warszawie i rozpoczęła pracę w Gimnazjum Męskim Bet Ulfana w Łodzi ucząc rysunku i kaligrafii. Po wybuchu II wojny światowej przedostała się wraz z mężem przez Warszawę do Wilna, skąd następnie wyjechała do Palestyny. Osiadła w Tel Awiwie, gdzie mieszkała do śmierci.

## Twórczość
W malarstwie Dory Rawskiej-Kon dominują pejzaże i kwiaty, ale również martwa natura, portrety oraz sylwetki ludzkie. Obrazy wykonywała techniką akwarelową i olejną. Malarka była wieloletnią członkinią łódzkiego Związku Zawodowego Polskich Artystów Plastyków.
Wybrane dzieła:
- Uliczka, akwarela 50x70, link
- Astry i róże, akwarela 70x50, link
- Astry, akwarela 70x50, link
- Róże, akwarela 70x50, link
- Białe i czerwone kwiaty, akwarela 70x50, link
- Bukiet kwiatów w pękatym wazonie, akwarela 70x50, link
- Bukiet w oknie, akwarela 70x50, link
- Domy i drzewa, akwarela 70x50, link
- Domy na wzgórzu, akwarela 50x70, link
- Domy wśród cyprysów, akwarela 50x70, link
- Droga do miasta, akwarela 50x70, link
- Dwa wzgórza, akwarela 70x50, link
- Kwiaty na stoliku, akwarela 70x50, link
- Kwitnące drzewa, akwarela 70x50, link
- Martwa natura z butelkami, akwarela 50x70, link
- Martwa natura z owocami, akwarela 50x70, link
- Miasteczko w dolinie, akwarela 50x70, link
- Mieczyki i róże, akwarela 70x50, link
- Mieczyki, akwarela 70x50, link
- Na widnokręgu, akwarela 50x70, link
- Panorama z czerwonymi dachami, akwarela 50x70, link
- Pod opieką drzew, akwarela 50x70, link
- Róże za kotarą, akwarela 70x50, link
- Uliczka z osiołkiem, akwarela 70x50, link
- Widok na wąwóz, akwarela 50x70, link
- Wiosenny bukiet, akwarela 70x50, link
- Zacieniona aleja, akwarela 70x50, link
- Zaułek, akwarela 70x50, link
- Złote róże, akwarela 70x50, link
- Życie w miasteczku, olej na płótnie, link
- Kwiaty w białym wazonie, akwarela, link

8 września 2007 w Łodzi odbyła się aukcja obrazów Dory Rawskiej-Kon, które przekazała Fundacji Monumentum Iudaicum Lodzense synowa malarki Verda Kohn. Pieniądze z trzydziestu obrazów zostały przekazane na renowację nowego cmentarza żydowskiego w Łodzi, a z trzydziestego pierwszego zostały przekazane Fundacji Gajusz.